# 本年貢
本年貢（ほんねんぐ）とは、支配者が田畑の耕作者に対して賦課した税。年貢の主たる要素で、単に「年貢」と称される場合もある。

## 概要
元来は荘園・公領において、国司や荘園領主が耕作者に対して賦課した税を指し、平安時代から鎌倉時代にかけては所当・土貢・乃貢（のうぐ）・乃米（のうまい）などと呼ばれ、雑税としての性格を持つ公事とは区別されていた。田畑の面積に応じて賦課され、原則として米納であったが、地方によっては絹や紙、塩などの重要な商品で徴収される場合もあった。室町時代には次第に代銭納が多くなっていく。荘園公領制が解体した江戸時代に入ると、幕府や藩などが支配する耕作者に対して賦課した本途物成（取箇）を指すようになった。